# Allard-Latour
E. Allard-Latour war ein französischer Hersteller von Automobilen.

## Unternehmensgeschichte
E. Allard-Latour gründete 1899 das Unternehmen in Lyon zur Produktion von Automobilen. 1902 endete die Produktion. Der Vertrieb blieb auf den Großraum Lyon beschränkt.

## Fahrzeuge
Das erste Fahrzeug wurde im Dezember 1899 auf dem Salon de l'Auto et du Cycle in Lyon ausgestellt. Der Motor war unter dem Sitz angeordnet und trieb über Riemen die Hinterachse an. Spätere Modelle verfügten über Kettenantrieb. Ein Fahrzeug war als Vis-à-vis karosseriert.